# Цеплы, Тереса
Тере́са Ба́рбара Це́плы (пол. Teresa Barbara Ciepły, в девичестве Вечо́рек пол. Wieczorek; 19 октября 1937, Бродня-Гурна — 8 марта 2006, Быдгощ) — польская легкоатлетка, выступала за сборную Польши в конце 1950-х — середине 1960-х годов в беге на 100 м, беге на 80 м с барьерами и в эстафете 4 × 100 м. Чемпионка летних Олимпийских игр в Токио, обладательница серебряной и бронзовой медалей Олимпийских игр, двукратная чемпионка Европы, победительница многих турниров национального и международного значения.

## Биография
Тереса Вечорек родилась 19 октября 1937 года в деревне Бродня-Гурна сельской гмины Бучек Лодзинского воеводства. Активно заниматься лёгкой атлетикой начала с раннего детства, уже в возрасте семнадцати лет присоединилась к профессиональному спортивному клубу ŁKS в городе Лодзь, позже переехала в Быдгощ, где представляла местный клуб «Завиша».
Впервые заявила о себе в 1958 году, когда попала в основной состав польской национальной сборной и побывала на чемпионате Европы в Стокгольме, где, тем не менее, пробиться в число призёров не сумела. Два года спустя стала чемпионкой Польши на ста метрах и благодаря череде удачных выступлений удостоилась права защищать честь страны на летних Олимпийских играх 1960 года в Риме — в программе эстафеты 4 × 100 м вместе с партнёршами по команде Барбарой Янишевской, Целиной Есёновской и Халиной Рихтер завоевала бронзовую олимпийскую медаль, уступив в финале только бегуньям из США и Германии. Также стартовала здесь в таких дисциплинах как 100 м и 80 м с барьерами, однако в обоих случаях дошла лишь до стадии полуфиналов, где оба раза показала на финише пятый результат.
Вскоре после римской Олимпиады Вечорек вышла замуж за польского метателя молота Ольгерда Цеплы и на дальнейших соревнованиях выступала под его фамилией. В 1962 году она отправилась представлять страну на чемпионате Европы в Белграде, откуда привезла три награды разного достоинства, в том числе две золотые, выигранные в эстафете и беге с барьерами. За это выдающееся достижение признана лучшей спортсменкой Польши.
Будучи в числе лидеров польской легкоатлетической команды, Тереса Цеплы благополучно прошла квалификацию на Олимпийские игры 1964 года в Токио — на сей раз одержала в эстафете победу и стала, таким образом, олимпийской чемпионкой (при этом вместе с ней бежали Ирена Киршенштейн, Халина Рихтер и Эва Клобуковская). Также получила серебро в беге с барьерами, проиграв на финише только немецкой легкоатлетке Карин Бальцер.
Впоследствии Цеплы продолжала принимать участие в соревнованиях вплоть до 1968 года, в общей сложности она становилась чемпионкой Польши в различных дисциплинах восемь раз, хотя после токийской Олимпиады больше не добивалась успеха на крупных международных турнирах. Завершив карьеру профессиональной спортсменки, работала клерком в Быдгоще и детским тренером по лёгкой атлетике. В 1996 году включена в число почётных граждан Быдгоща.
Умерла 8 марта 2006 года в Быдгоще Куявско-Поморского воеводства. Ныне одна из местных средних школ носит её имя.